# 양산 통도사 서운암 묘법연화경
양산 통도사 서운암 묘법연화경(梁山 通度寺 瑞雲庵 妙法蓮華經)은 대한민국 경상남도 양산시 하북면 지산리, 통도사 서운암에 있는 묘법연화경이다. 2019년 12월 26일 경상남도의 문화재자료 제665호로 지정되었다.

## 지정 사유
「묘법연화경」은 법화사상의 핵심 경전으로 한국 불교계의 근본경전의 하나이다. 「양산 통도사 서운암 묘법연화경」은 1531년 영천의 공산본사에서 중각하였다는 간행기록과 인출 및 보관상태도 양호한 경전이며 1455년 금속활자인 을해자본 계열의 자료이다. 또한 「법화경」판본계통을 연구하는데 있어 귀중한 자료이므로 경상남도 문화재자료로 지정한다.

## 참고 문헌
- 양산 통도사 서운암 묘법연화경 - 국가유산청 국가유산포털